# Chiesa di San Pancrazio (Cappella de' Picenardi)
La chiesa di San Pancrazio è la parrocchiale di Cappella de' Picenardi, in provincia e diocesi di Cremona; fa parte della zona pastorale 4.

## Storia
La prima citazione di un luogo di culto a Cappella risale al 1385 ed è contenuta nel Liber Synodalium; esso è poi menzionato nella relazione della visita pastorale del vescovo Gerolamo Trevisan di inizio Cinquecento.
Nel 1599 il vescovo Cesare Speciano, durante la sua visita, trovò che il numero dei fedeli era pari a 260 e che la parrocchiale, in cui aveva sede la società del Santissimo Sacramento, era inserita nel vicariato di Pescarolo.
La chiesa fu interessata da un ampliamento nel 1783; nel 1881 si procedette alla posa del nuovo pavimento e il 6 febbraio di quel medesimo anno il vescovo Geremia Bonomelli impartì la consacrazione del luogo di culto.
Nel 1899 la parrocchiale risultava sede di un vicariato che comprendeva anche Cansero, Pessina, Pieve Terzagni, Stilo de' Mariani e Villarocca, mentre nel 1935 era elencata nel vicariato di Vescovato; nel frattempo, nel 1925 l'edificio era stato ingrandito per meglio rispondere alle esigenze dei fedeli.
I primi lavori di restauro della chiesa in occasione del bicentenario del suo rifacimento iniziarono nel 1975 e culmimarono nel biennio 1983-84, allorché si procedette all'adeguamento liturgico secondo le norme postconciliari mediante l'installazione dell'ambone e dell'altare rivolto verso l'assemblea.

## Descrizione

### Esterno
La facciata della chiesa, rivolta a occidente, è suddivisa da una cornice marcapiano modanata in due registri, entrambi scanditi da lesene, d'ordine dorico in quello inferiore e ionico in quello superiore; il primo presenta il portale d'ingresso timpanato e ai lati due ali minori arretrate, mentre il secondo è caratterizzato da una finestra e coronato dal frontone di forma triangolare.
Annesso alla parrocchiale è il campanile a base quadrata, abbellito da paraste angolari; la cella presenta su ogni lato una monofora a tutto sesto.

### Interno
L'interno dell'edificio si compone di un'unica navata, sulla quale si affacciano sei cappelle laterali, introdotte da archi a tutto sesto, e le cui pareti sono scandite da lesene sorreggenti la doppia trabeazione modanata e aggettante sopra la quale si imposta la volta a botte; al termine dell'aula si sviluppa il presbiterio, rialzato di alcuni gradini, delimitato da balaustre e chiuso dalla parete di fondo piatta.